# Raddea kangdingensis
Raddea kangdingensis là một loài bướm đêm trong họ Noctuidae.